# Gina Hathorn
Georgina Melissa „Gina” Hathorn (ur. 6 lipca 1946 w Andover) – brytyjska narciarka alpejska.

## Kariera
W zawodach Pucharu Świata zadebiutowała w styczniu 1967 roku. Pierwsze punkty wywalczyła 10 stycznia 1967 roku w Grindelwald, gdzie zajęła drugie miejsce w slalomie. W zawodach tych rozdzieliła dwie Francuzki: Annie Famose i Isabelle Mir. W kolejnych startach jeszcze 21 razy plasowała się w czołowej dziesiątce, lecz nie stanęła już na podium. W sezonie 1966/1967 zajęła czternaste miejsce w klasyfikacji generalnej, w klasyfikacji slalomu była ósma.
Wystartowała na igrzyskach olimpijskich w Innsbrucku w 1964 roku, gdzie zajęła 16. miejsce w zjeździe i 27. w gigancie. Podczas rozgrywanych cztery lata później igrzysk w Grenoble była czwarta w slalomie, przegrywając walkę o medal z Annie Famose o 0,03 sekundy. Zajęła także 15. miejsce w zjeździe i 26. w gigancie. Brała także udział w igrzyskach olimpijskich w Sapporo w 1972 roku, zajmując 11. miejsce w slalomie, 14. w gigancie i 25. w zjeździe. W międzyczasie była też między innymi siódma w kombinacji i dziesiąta w slalomie na mistrzostwach świata w Val Gardena w 1970 roku.

## Osiągnięcia

### Igrzyska olimpijskie
| Miejsce | Dzień     | Rok  | Miejscowość | Konkurencja | Czas biegu | Strata | Zwyciężczyni        |
| ------- | --------- | ---- | ----------- | ----------- | ---------- | ------ | ------------------- |
| DSQ1    | 1 lutego  | 1964 | Innsbruck   | Slalom      | 1:29,86    | -      | Christine Goitschel |
| 27.     | 3 lutego  | 1964 | Innsbruck   | Gigant      | 1:52,24    | +7,37  | Marielle Goitschel  |
| 16.     | 6 lutego  | 1964 | Innsbruck   | Zjazd       | 1:55,39    | +6,81  | Christl Haas        |
| 15.     | 10 lutego | 1968 | Grenoble    | Zjazd       | 1:40,87    | +3,49  | Olga Pall           |
| 4.      | 13 lutego | 1968 | Grenoble    | Slalom      | 1:25,86    | +2,06  | Marielle Goitschel  |
| 26.     | 15 lutego | 1968 | Grenoble    | Gigant      | 1:51,97    | +8,83  | Nancy Greene        |
| 25.     | 5 lutego  | 1972 | Sapporo     | Zjazd       | 1:36,68    | +4,74  | Marie-Theres Nadig  |
| 14.     | 8 lutego  | 1972 | Sapporo     | Gigant      | 1:29,90    | +3,67  | Marie-Theres Nadig  |
| 11.     | 11 lutego | 1972 | Sapporo     | Slalom      | 1:31,24    | +4,94  | Barbara Cochran     |

### Mistrzostwa świata
| Miejsce | Dzień     | Rok  | Miejscowość | Konkurencja | Czas biegu | Strata     | Zwyciężczyni          |
| ------- | --------- | ---- | ----------- | ----------- | ---------- | ---------- | --------------------- |
| DSQ1    | 1 lutego  | 1964 | Innsbruck   | Slalom      | 1:29,86    | -          | Christine Goitschel   |
| 27.     | 3 lutego  | 1964 | Innsbruck   | Gigant      | 1:52,24    | +7,37      | Marielle Goitschel    |
| 16.     | 6 lutego  | 1964 | Innsbruck   | Zjazd       | 1:55,39    | +6,81      | Christl Haas          |
| 15.     | 10 lutego | 1968 | Grenoble    | Zjazd       | 1:40,87    | +3,49      | Olga Pall             |
| 4.      | 13 lutego | 1968 | Grenoble    | Slalom      | 1:25,86    | +2,06      | Marielle Goitschel    |
| 26.     | 15 lutego | 1968 | Grenoble    | Gigant      | 1:51,97    | +8,83      | Nancy Greene          |
| 9.      | 15 lutego | 1968 | Grenoble    | Kombinacja  | 16,31 pkt  | +65,55 pkt | Nancy Greene          |
| 14.     | 11 lutego | 1970 | Val Gardena | Zjazd       | 1:58,34    | +5,46      | Annerösli Zryd        |
| 10.     | 13 lutego | 1970 | Val Gardena | Slalom      | 1:40,44    | +5,82      | Ingrid Lafforgue      |
| 20.     | 14 lutego | 1970 | Val Gardena | Gigant      | 1:20,46    | +3,66      | Betsy Clifford        |
| 7.      | 3 lutego  | 1970 | Val Gardena | Kombinacja  | 30,31 pkt  | +54,42 pkt | Michèle Jacot         |
| 25.     | 5 lutego  | 1972 | Sapporo     | Zjazd       | 1:36,68    | +4,74      | Marie-Theres Nadig    |
| 14.     | 8 lutego  | 1972 | Sapporo     | Gigant      | 1:29,90    | +3,67      | Marie-Theres Nadig    |
| 11.     | 11 lutego | 1972 | Sapporo     | Slalom      | 1:31,24    | +4,94      | Barbara Cochran       |
| 6.      | 11 lutego | 1972 | Sapporo     | Kombinacja  | 25,64 pkt  | +60,75 pkt | Annemarie Moser-Pröll |

### Puchar Świata

#### Miejsca w klasyfikacji generalnej
- sezon 1966/1967: 14.
- sezon 1967/1968: 16.
- sezon 1968/1969: 19.
- sezon 1969/1970: 25.
- sezon 1970/1971: 28.
- sezon 1971/1972: 36.

#### Miejsca na podium
1. Grindelwald – 1 stycznia 1967 (slalom) – 2. miejsce